# Кралі-Марко
Кралі́-Ма́рко (болг. Крали Марко) — село в Пазарджицькій області Болгарії. Входить до складу общини Пазарджик.

## Населення
За даними перепису населення 2011 року у селі проживали 190 осіб, з них 186 осіб (99,5%) — болгари.
Розподіл населення за віком у 2011 році:
Динаміка населення: